# Yubileini (Temriuk, Krasnodar)
Yubileini (del ruso: Юбилейный) es un posiólok del raión de Temriuk del krai de Krasnodar del sur de Rusia. Está situado en la península de Tamán, en la orilla septentrional de la bahía de Tamán, en el estrecho de Kerch, 34 km al noroeste de Temriuk y 160 km al oeste de Krasnodar, la capital del krai. Tenía 1 422 habitantes en 2010.
Pertenece al municipio Fontalovskoye.

## Transporte
Por la localidad pasa la carretera federal M25 Novorosíisk-Port Kavkaz.